# Rolandmühle

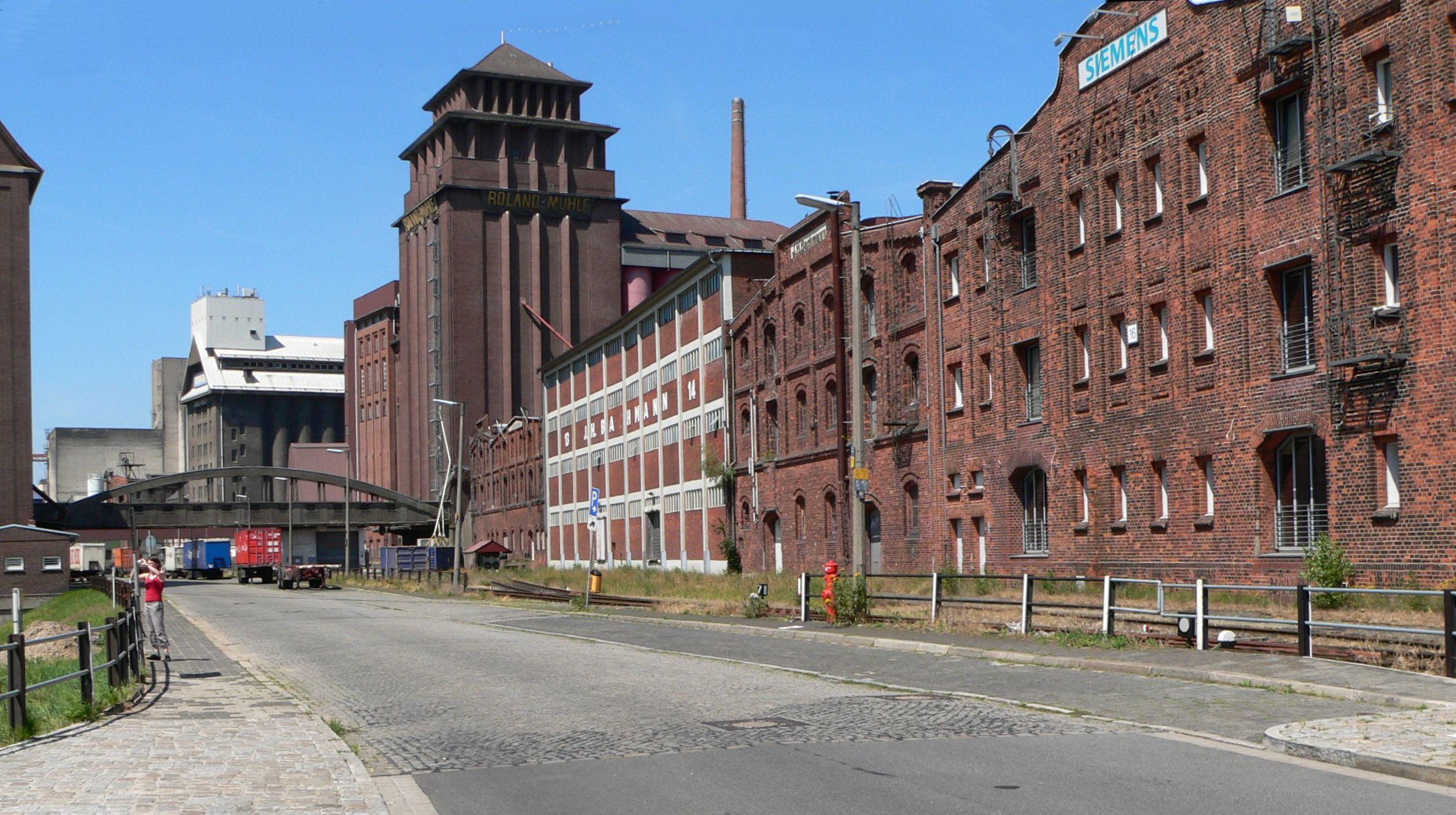
Rolandmühle

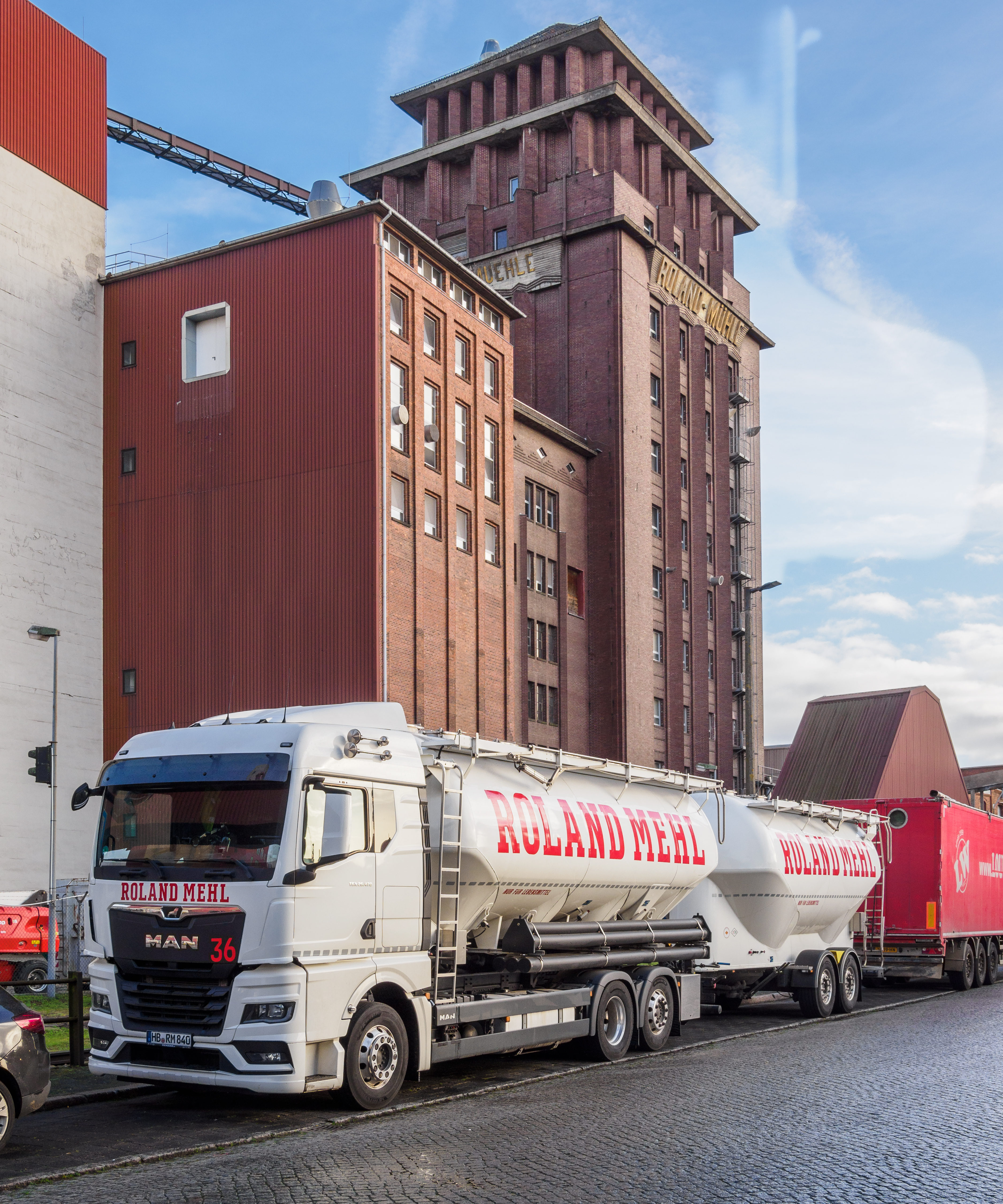
Mehltanklastzug an der Roland-Mühle

Die Rolandmühle in Bremen ist eine industrielle Getreidemühle, die als eines der wichtigsten privaten Produktionsunternehmen der bremischen Hafenwirtschaft gilt. Das Unternehmen hat ca. 100 Beschäftigte und verarbeitet nach eigenen Angaben jährlich 350.000 Tonnen Getreide zu Mehlprodukten für Handwerk und Industrie. Verarbeitet werden Importgetreide und regionale Getreideaufkommen. Beliefert werden regionale Abnehmer und Exportkunden.

## Geschichte
Im Zuge des Baus der Ölmühle des Franz Köcheln am Stephanitorsbollwerk brachte der aus Groningen stammende Müllermeister mehrere Gehilfen mit, unter denen sich der 30-jährige Berend Erling als „ungemein geschickt“ hervorhob. Dieser blieb nach dem Bau in Bremen, konnte sich als Müller etablieren und ließ 1832 die erste eigene Windmühle errichten. Die Herdentorswallmühle steht heute noch als eine der letzten Bremer Windmühlen in den Wallanlagen. 1846 folgte die Stephanitorsmühle, deren oberer Teil 1911 abbrannte; der untere Teil diente noch bis 1930 als Wohnung und wurde erst bei der Erneuerung der Gleisanlagen des Weserbahnhofs abgebrochen. Sein Sohn Johann Erling übernahm den Betrieb und baute 1882 die Dampfmühle an der Tannenstraße in Vegesack, die 1897 abbrannte.
Nachdem die erste Dampfmühle zerstört war und mit wachsendem wirtschaftlichen Erfolg Windmühlen nicht mehr ausreichten, gründete Carl Erling 1897 zum Neuaufbau einer großen Dampfmühle die Bremer Rolandmühle AG mit einem Aktienkapital von zunächst 1 Mio. Mark, welche die Rolandmühle am Fabrikenhafen im Stadtteil Häfen errichtete und betrieb. Sie hatte eine Leistung von 100 Tonnen pro Tag. Der benötigte Weizen wurde mittlerweile aus aller Welt importiert und das Mehl mit Binnenschiffen innerhalb Deutschlands abgesetzt. Für den Überseeexport nutzte man Seeschiffe.
In den folgenden Jahren wurde die Mühle ständig erweitert und ihre Leistung auf 800 Tonnen pro Tag gesteigert. 1925 wurde der erste Siloturm nach Entwurf des Bremer Architekten Carl Heinrich Behrens-Nicolai gebaut und fünf Jahre später kam es zur ersten Übernahme einer anderen Mühle. 1940 wurde ein zweites Silo eingeweiht, so dass die Rolandmühle eine Lagerkapazität von 30.000 Tonnen hatte.
Nach Aufkäufen von Konkurrenzbetrieben wie der Grohner Mühlenwerke und der Hansamühle AG während der Weltwirtschaftskrise wandelte Hans Erling als Vorstandsmitglied die Bremer Rolandmühle AG 1937 wieder in einen Familienbetrieb um.
Eine Zerstörung der Mühle durch Sprengung auf Veranlassung der Wehrmacht konnte 1945 gegen Ende des Zweiten Weltkriegs verhindert werden.
Anfang der 1970er Jahre brach ein stählerner Getreidesilo der Rolandmühle infolge eines Korrosionsschadens, und das ungemahlene Getreide ergoss sich ohne weitere Personen- oder Sachschäden auf die Straße.

### Mehlstaubexplosion
Durch einen Brandunfall am 6. Februar 1979 geriet der Betrieb erneut in die Schlagzeilen. Ursache war eine der stärksten Explosionen weltweit zu Friedenszeiten. Ein Kabelbrand löste in einer am Kai befindlichen Probenkammer die gewaltigste Mehlstaubexplosion der deutschen Geschichte aus. Von hier aus breitete sich der Brand über eine Förderbrücke unter weiteren kleinen Mehlstaubexplosionen längs dieser Brücke, die den oberen Mehlspeicher mit Mehlstaub anfüllte, weiter aus. In diesem Raum löste dann eine weitere kleine Explosion die Katastrophe aus, die auch noch ein Mehlsilo in Brand setzte.
Die Dächer der Silos wurden durch die Druckwelle hochgerissen, Wände zum Einsturz und ganze Gebäude zum Bersten gebracht. Noch in weiter Entfernung zur Mühle gingen in Wohnhäusern Fensterscheiben zu Bruch und über einem etwa 30 Hektar großen Areal ging ein Regen aus Mehl nieder. Bei den Explosionen verloren 14 Menschen ihr Leben; 17 wurden zum Teil schwer verletzt. Der Brand wurde nach ungefähr 65 Tagen durch die Feuerwehren vollständig gelöscht. Das Unglück verursachte einen Sachschaden von über 100 Millionen DM, was heute etwa 139 Mio. Euro entspräche.
Die Rolandmühle wurde danach wieder vollständig aufgebaut.

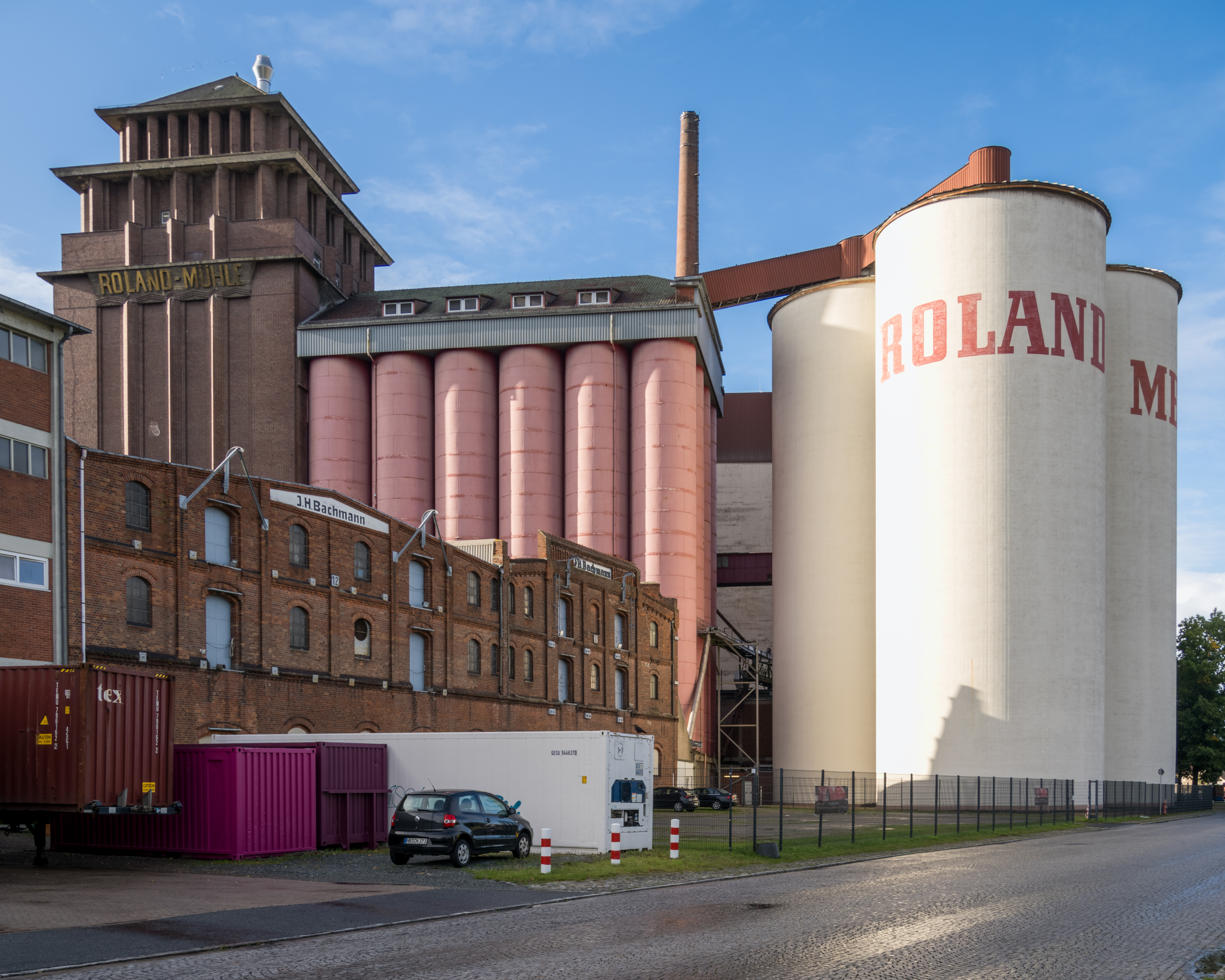
Silos der Roland-Mühle

## Situation heute
Heute ist die Mühlenanlage mit modernen Silos ausgestattet, insgesamt verfügt sie über zwölf Klein- und drei Großsilos.
Die Mühle ist eine wichtige Stütze der bremischen Hafenwirtschaft und ein großer Arbeitgeber in den angrenzenden Ortsteilen. Der Großteil der Produktion wird heutzutage verschifft. Rund 360.000 Tonnen Getreide werden jährlich (Stand: 2014) in der Mühle verarbeitet. 100 bis 200 Schiffe legen direkt neben den Silos an.
Das Unternehmen wird aktuell (2023) von Bernd Brenner (CEO/CFO) und Stephan Kill (COO) geführt.
2004 fusionierte das Unternehmen mit zwei kleineren Betrieben. Die drei Familienunternehmen Bremer Rolandmühle Erling, Mills United Hovestadt & Münstermann und Heyl-Mühlen haben sich im Jahr 2004 zum Verbund Grain Millers zusammengeschlossen. Seit Dezember 2013 firmiert der Mühlenverbund unter dem Namen Roland Mills United.